# Юэбань

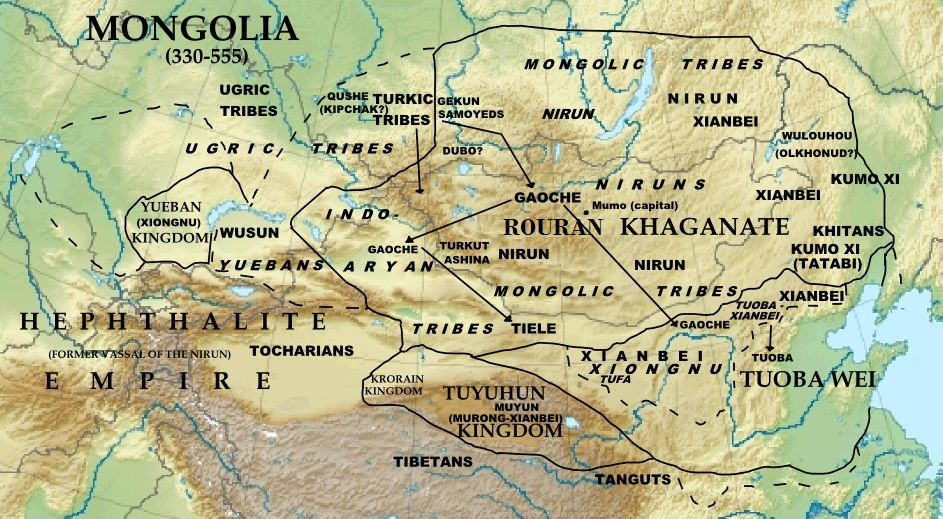
Жужаньский каганат и Юэбаньское государство

Юэбань (кит. упр. 悅般, пиньинь Yuèbān) — древнее государство народа хунну в центральной части юга современного Казахстана. Основано в 160-е годы н. э.
Считалось владением северного хуннского шаньюя (после разделения хунну на северных и южных). Северный шаньюй бежал за горы Цзиньвэйшань (金微山) в Кангюй, а часть его подданных, неспособных к тяжёлой перекочёвке осела к северу от Куча. Они заняли несколько тысяч ли степи и размножились до 200 000 человек. Жители Ляньчжоу (Ганьсу) по традиции продолжали именовать князя Юэбани шаньюй-ван (單于王). Юэбаньцы добывали каменную серу.
Впоследствии юэбаньцы вступили в союз с жуаньжуанями. Китайские хроники передают, что князь юэбани с несколькими тысячами подданных отправился в ставку Датаня, но по дороге, увидел обычаи жужаней и в отвращении повернул назад. Датань пытался догнать его и с этого времени Юэбань и Жуаньжуани стали воевать.
В 449 году юэбань послали Тоба Дао дары. В том числе императору подарили лекаря-юэбаньца, который мог исцелить сильнейшее кровотечение (например при разрезе горла) с помощью какой-то горной травы. Император не поверил этому и приказал произвести опыт над приговорённым к смерти преступником. Лекарю удалось его излечить и ТобаДао повелел искать такую же траву в горах Китая, где она также росла. Юэбаньцы оказали вэйцам помощь в походе Тоба Дао против жуаньжуаней в 449/450 году.

## Происхождение
Э. Паркер и тюрколог А. Дыбо считают, что «юэбань» — современное звучание, а «авар» — древнее звучание.
По мнению исследователей, жители Юэбани были тюркоязычны.
Полагают, что начальный этап тюркизации населения Средней Азии имел место в Семиречье в первой половине I тысячелетия нашей эры, когда хунны создали здесь владение Юэбань.
Юэбань делилась на 4 племени: чуюе, чуми, чумугунь, чубань.
Часть исследователей считают, что государство Юэбань получило своё название от племени чубань.
В 490 году Юэбань были разгромлены телескими племенами, которые основали на Черном Иртыше государство Гаогюй.
Племена юэбань были потомками северных хуннов. В отношении хуннов существуют монгольская, тюркская, тюрко-монгольская и другие версии происхождения. По одной из версий, юэбань являлись лишь частью эмигрировавших монгольских гуннов (хуннов).

## Обычаи
Схожи с гаоцзюйцами. Относительно чистоплотны, умываются три раза в день перед едой. Волосы и брови подстригают и ровняют и покрывают клейстером для блеска. По словам юэбаньского лекаря посланного к Тоба Дао в их стране живут заклинатели, которые умеют вызывать дождь, град и наводнение, чем оберегают страну от набегов жуаньжуаней.

## Галерея

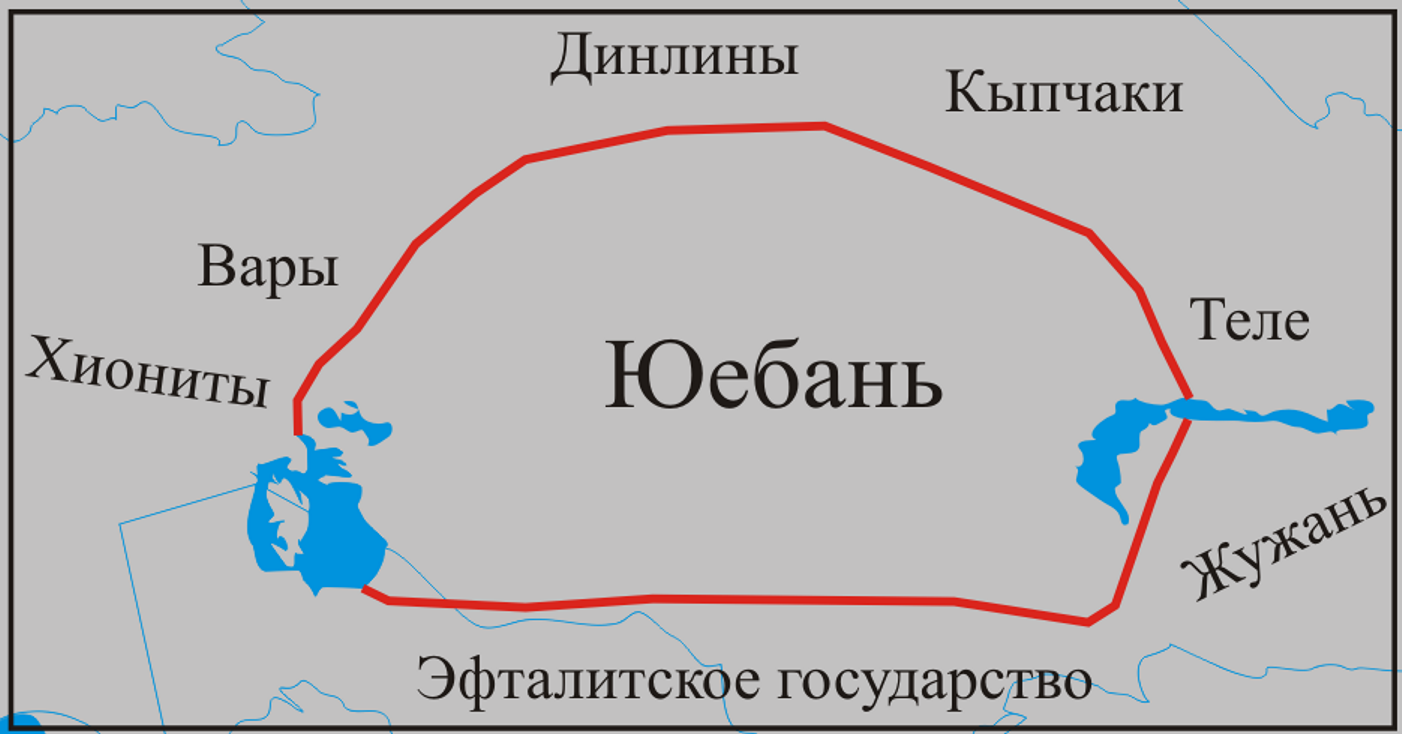
Юэбань